# Helmut Fuchs (Jurist, 1920)
Helmut Fuchs (* 26. Dezember 1920 in Löbenslust; † 23. Februar 2002 in Karlsruhe) war ein deutscher Jurist.

## Leben
Fuchs trat zum 1. November 1938 der SS bei (SS-Nummer 473.343). Er meldete sich 1939 freiwillig als Soldat zur Waffen-SS und kämpfte in der 7. Leibstandarte SS Adolf Hitler. Zum 24. November 1943 wurde er zum SS-Untersturmführer befördert. Nach 1945 gehörte Fuchs dem Kameradschaftsverband der Soldaten des 1. Panzer-Korps der ehemaligen Waffen-SS an und engagierte sich als Rechtsberater für die Hilfsgemeinschaft auf Gegenseitigkeit der Angehörigen der ehemaligen Waffen-SS. Dies wurde allerdings erst nach seinem Tod der Öffentlichkeit bekannt.
Fuchs wurde 1950 zum Doktor der Rechte promoviert. Er war von 1978 bis 1985 Präsident des Verwaltungsgerichtshofs Baden-Württemberg. Von 1982 bis 1991 war er zudem Richter am Staatsgerichtshof für das Land Baden-Württemberg, von 1983 bis 1988 als ständiger Stellvertreter des Präsidenten und von 1988 bis 1991 als Präsident.
1991 wurde Fuchs das Große Bundesverdienstkreuz mit Stern der Bundesrepublik Deutschland verliehen.

## Werke
- Das Versagen der Weimarer Reichsverfassung vom 11. August 1919 und die Lehren, welche die neuen deutschen Länderverfassungen daraus gezogen haben, Heidelberg 1950.